# Великие Кошарища
Великие Кошарища либо Большие Кошарища (укр. Великі Кошарища) — село в Коростышевском районе Житомирской области Украины.
Население по переписи 2001 года составляет 510 человек. Почтовый индекс — 12526. Телефонный код — 4130. Занимает площадь 1,137 км².
Адрес местного совета: 12526, Житомирская область, Коростышевский р-н, с. Кмитов; тел. 73-2-43
В селе родился Герой Советского Союза Иван Луференко.

## География
На окрестностях Великих Кошарищ находится сеть озёр под общим названием Голубые озёра, которые образовались на месте бывшего карьера по добыче бурого угля. Максимальная глубина, которая была зарегистрирована, составляет 43 метра, что позволяет назвать Голубые озёра одними из самых глубоких в области. На данный момент озера пользуются большой популярностью среди населения Кошарищ и жителей Житомирской области как рекреационное место отдыха.
Немцева гора — большой участок, расположенный в непосредственной близости возле речки и леса и образованный по принципу коттеджного городка, который находится в непосредственной близости от села и активно застраивается.
С Немцевой горой связаны множественные местные поверья о спрятанном кладе и мистическом способе его получения. Согласно легенде, клад нужно выкапывать в полночь, а выкопав покинуть место, ни в коем случае не оглядываясь.
Луги — местное географическое название уникального природного образования, широкая местность, которая ограничивается небольшими горами с одной стороны и речкой Тетерев с другой. Местами встречаются каменные образования, связанные с гранитным щитом, на котором расположена местность.
Через Кошарища проходит трасса международного значения М-06 Киев — Чоп.

## Религия
Большая часть населения, в отличие от близлежащих сел, исповедует религию старообрядного православия. Это связывают с тем, что село Вел. Кошарища — это переселение русских старообрядников после церковной реформы XVII века, которые скрывались от репрессий, не желая принимать новые обряды церкви.
В селе сохранились остатки старых верований и обрядов дохристианского периода. До сих пор существует обряд, который происходит 7 июля на праздник Ивана Купала.

## Образование и отдых
В селе функционирует средняя школа и клуб для отдыха молодежи. В последнее время клуб работает нерегулярно и желающие отдохнуть вынуждены посещать диско-клуб в соседнем селе Кмитов, на расстоянии 2 км.
В теплое время года по выходных молодежь регулярно устраивает футбольные матчи на территории возле реки Тетерев.

## Инфраструктура
На территории Великих Кошарищ функционируют 4 магазина, киоск и круглосуточный торговый отдел на территории автозаправочной станции.

## GPS координаты
- Луги: 50°17′11″ с. ш. 28°55′31″ в. д.HGЯO
- Голубые озёра: 50°17′33″ с. ш. 28°54′54″ в. д.HGЯO
- Мост через реку Тетерев: 50°16′24″ с. ш. 28°54′30″ в. д.HGЯO

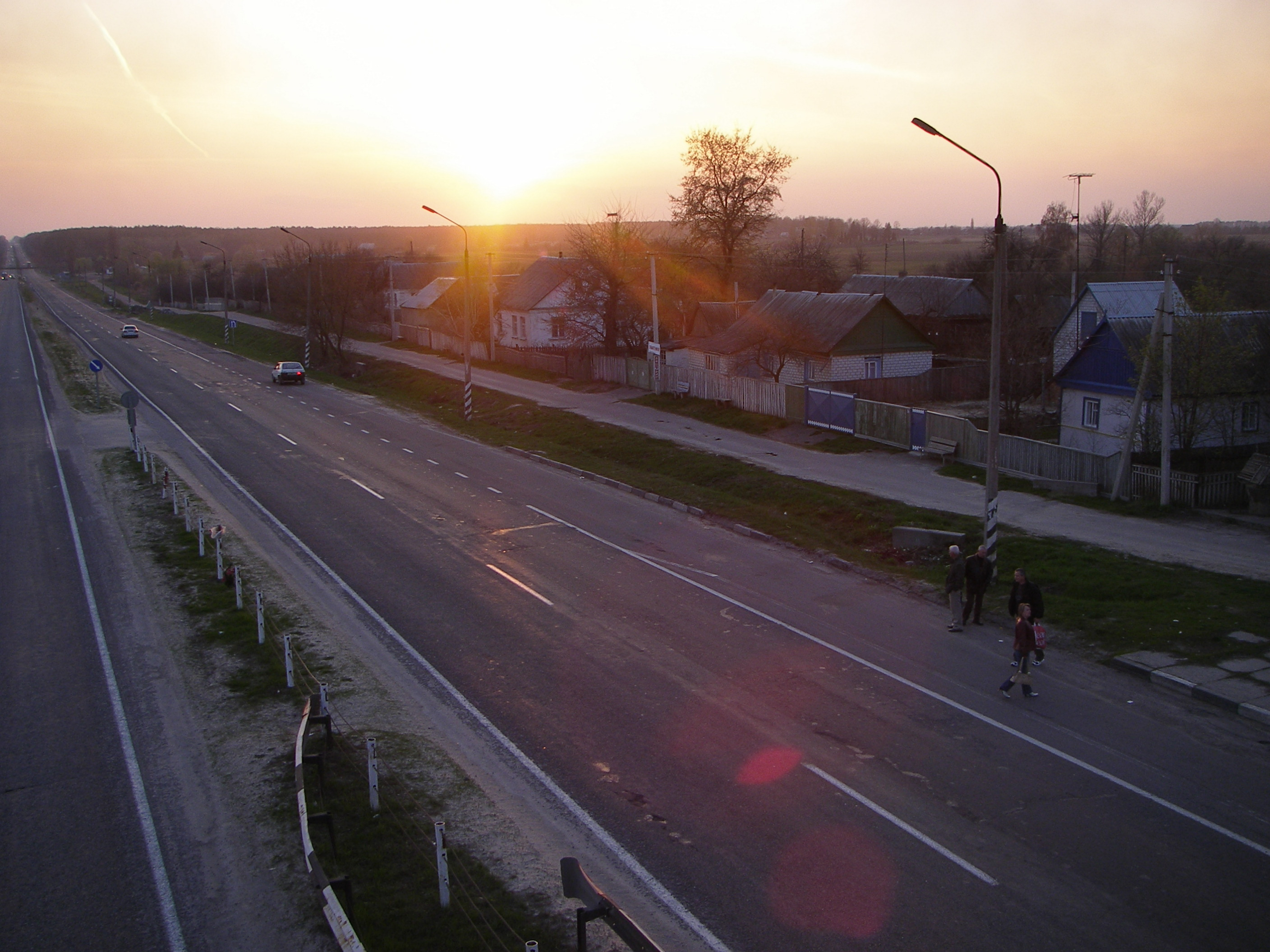
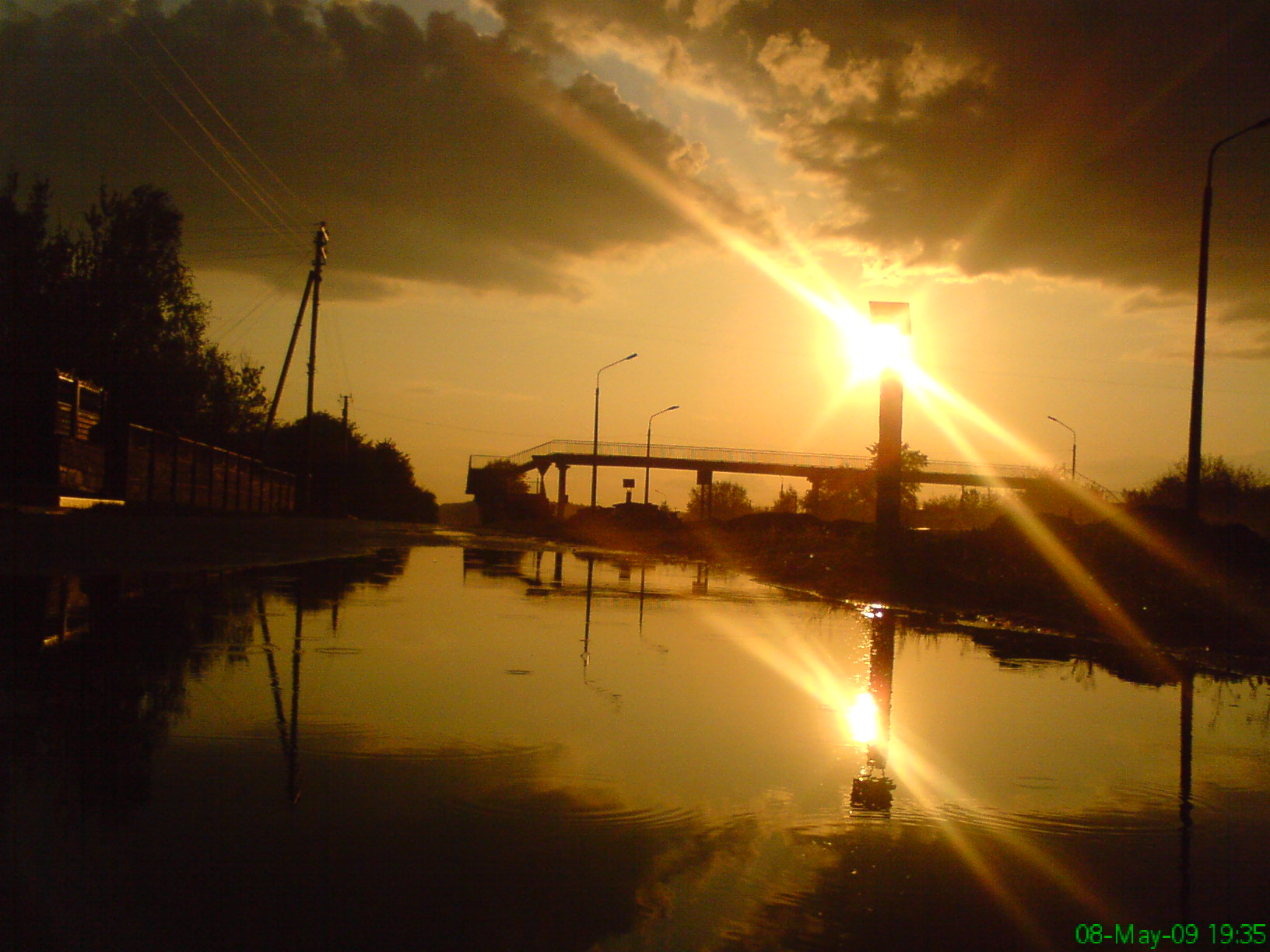
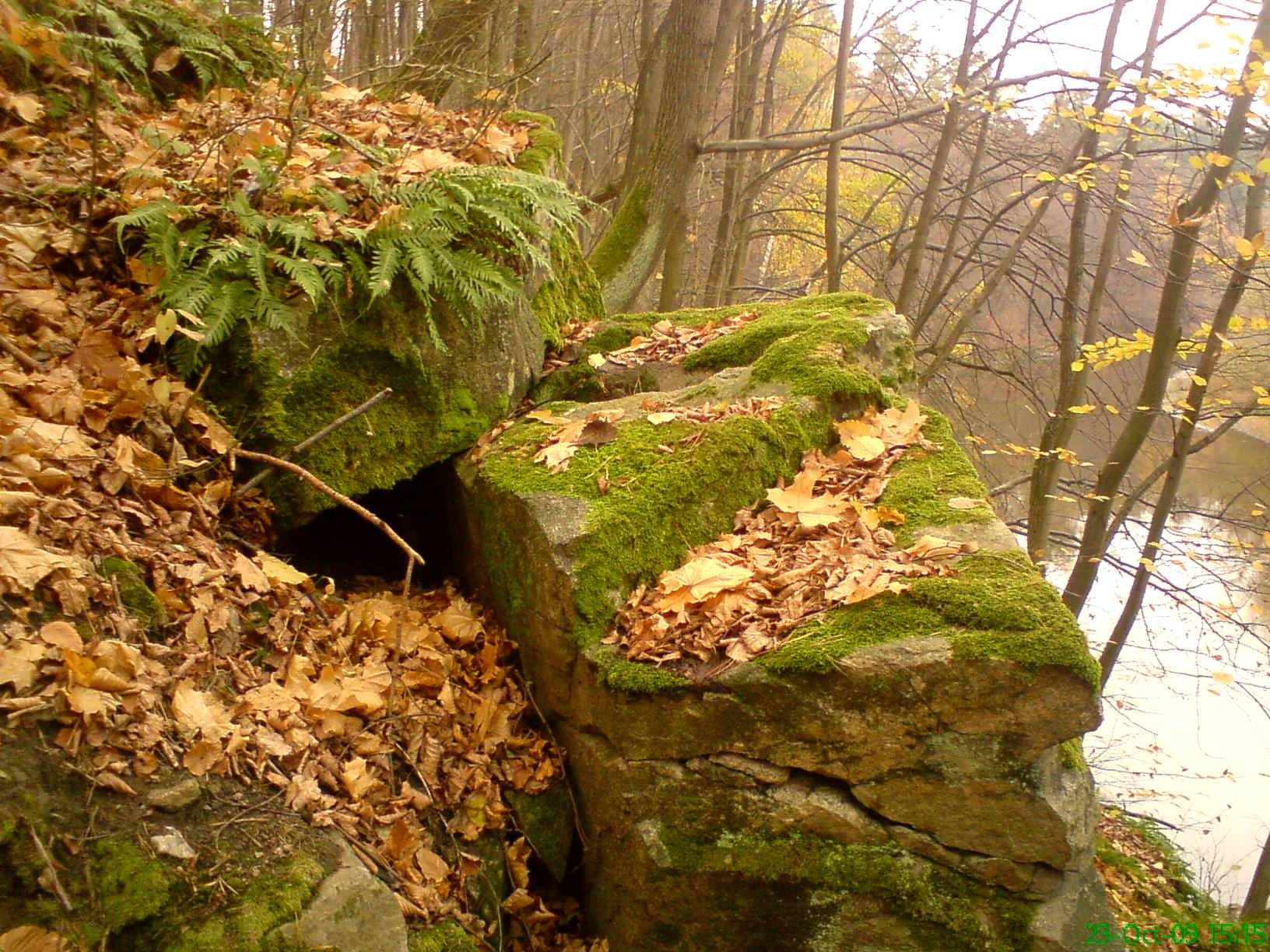
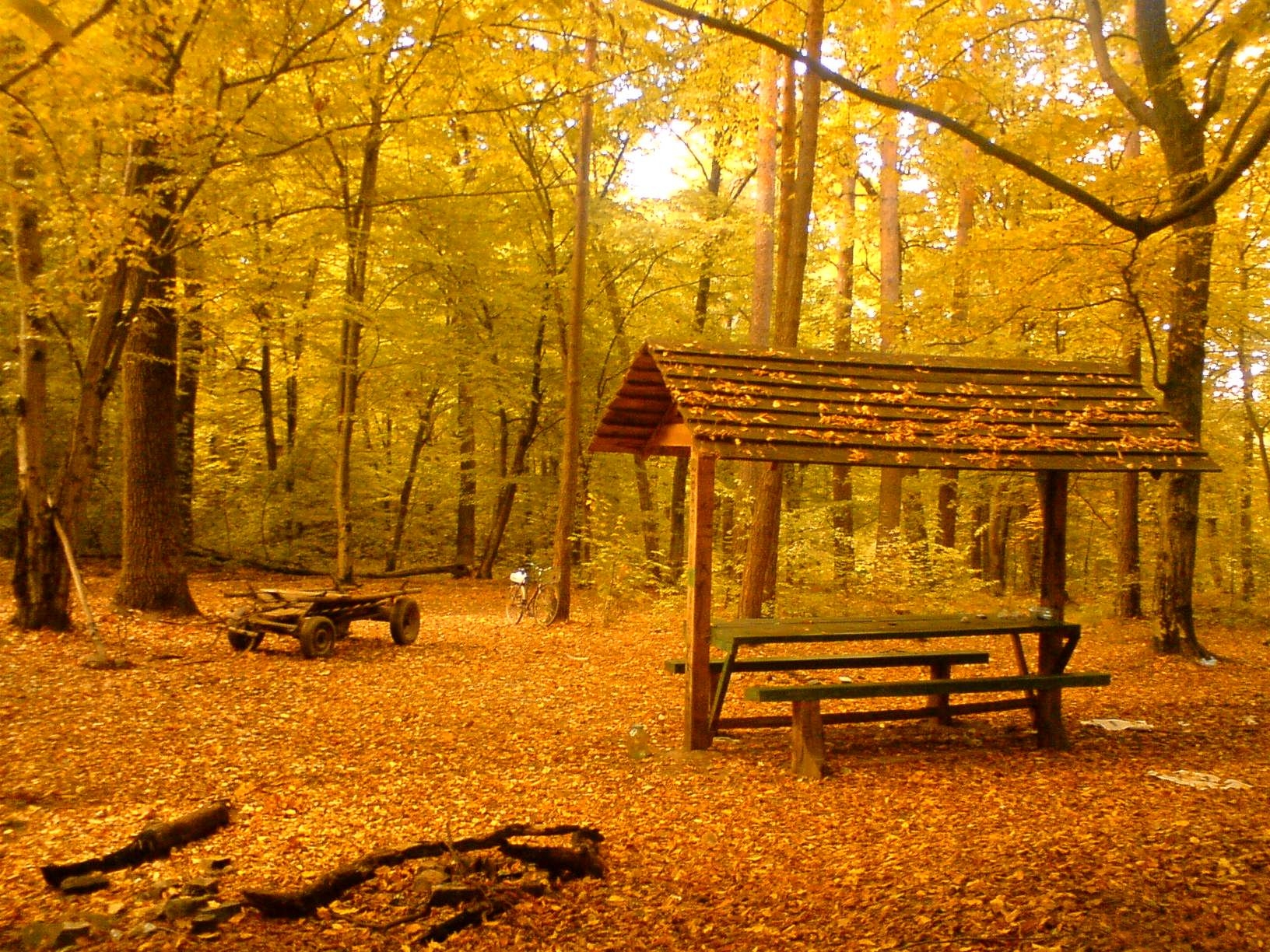
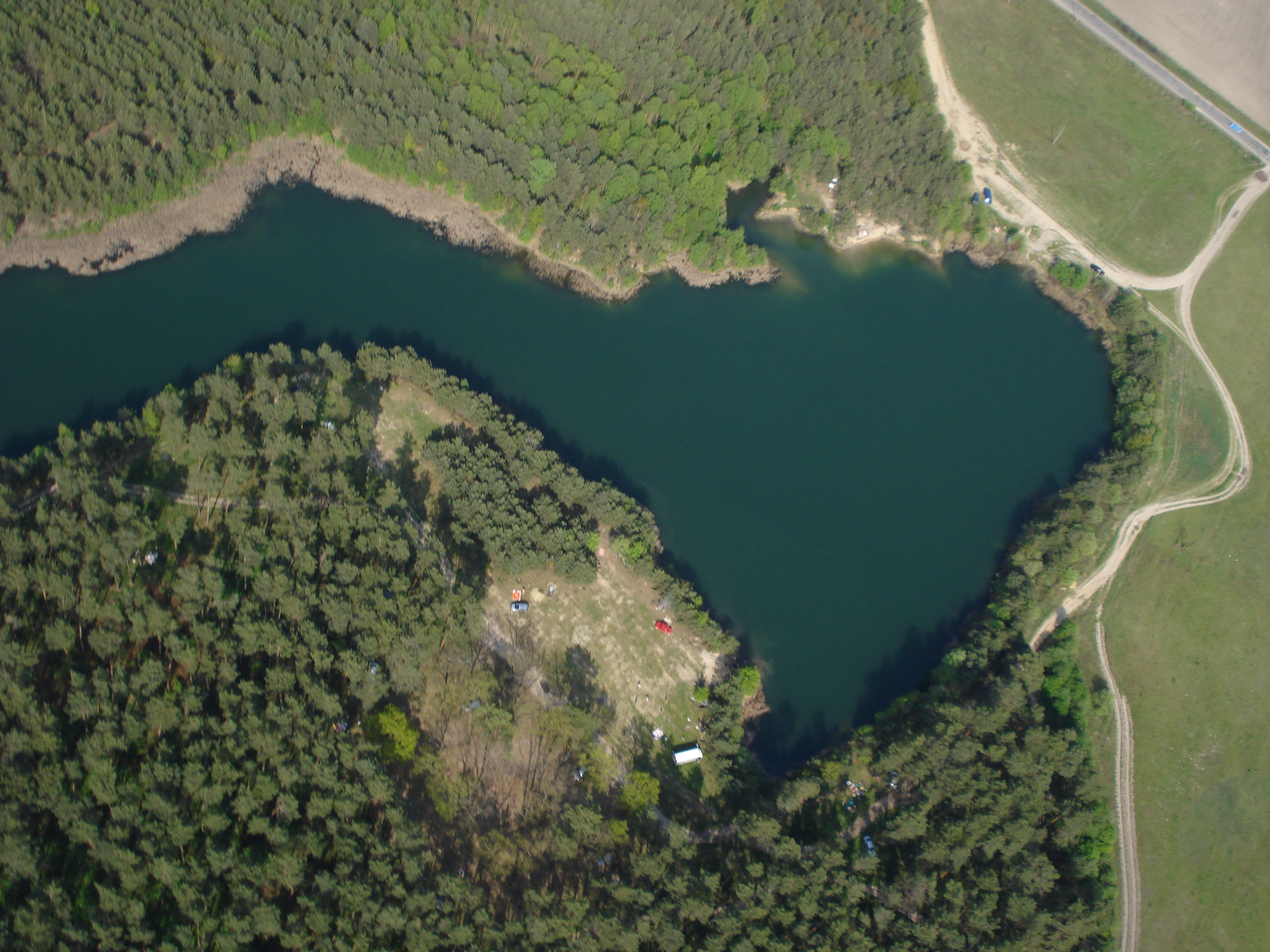
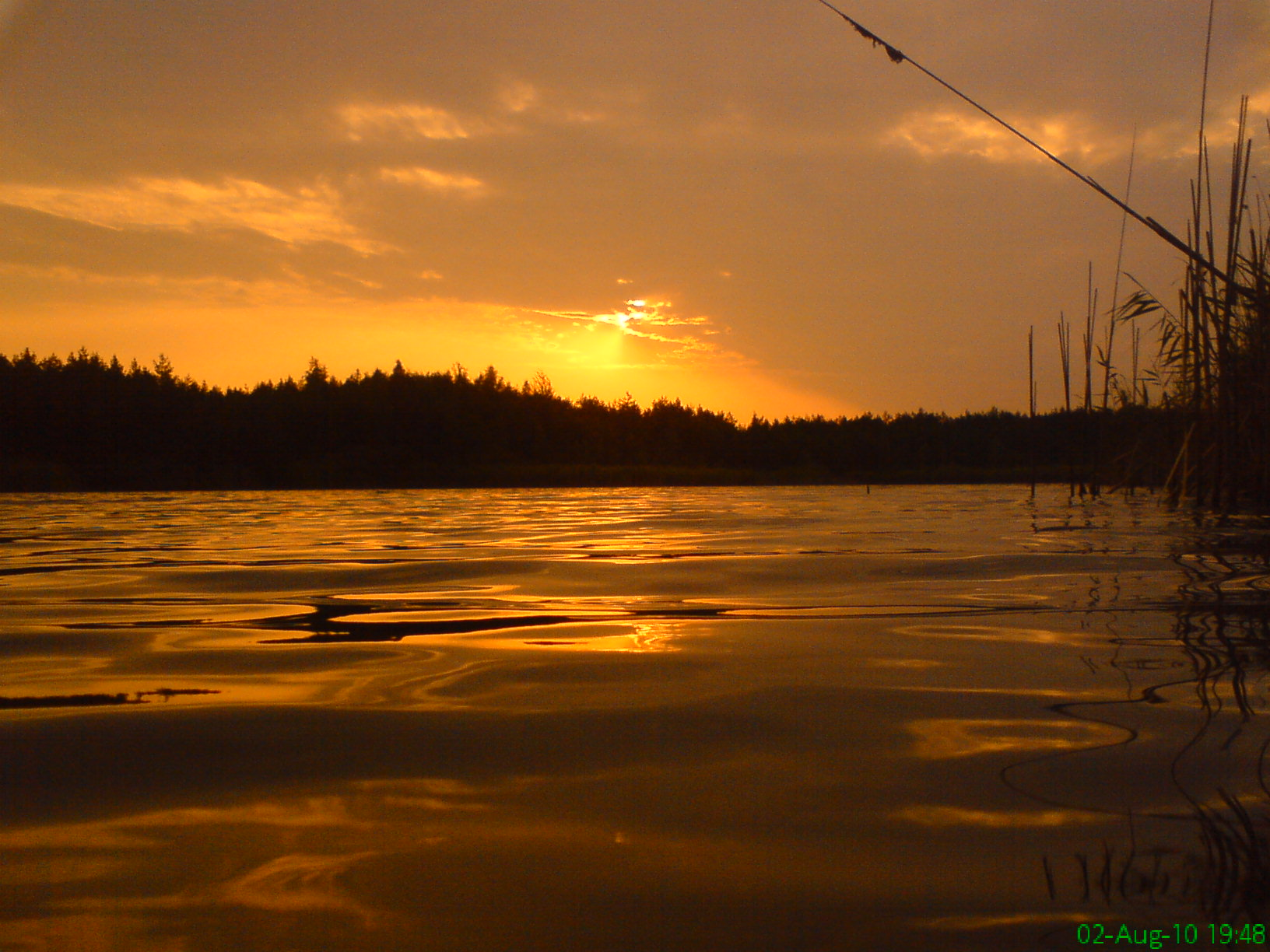

- Магазин: 50°17′02″ с. ш. 28°54′28″ в. д.HGЯO
- Колодец в лесу: 50°15′16″ с. ш. 28°56′07″ в. д.HGЯO